# Ezio Frigerio

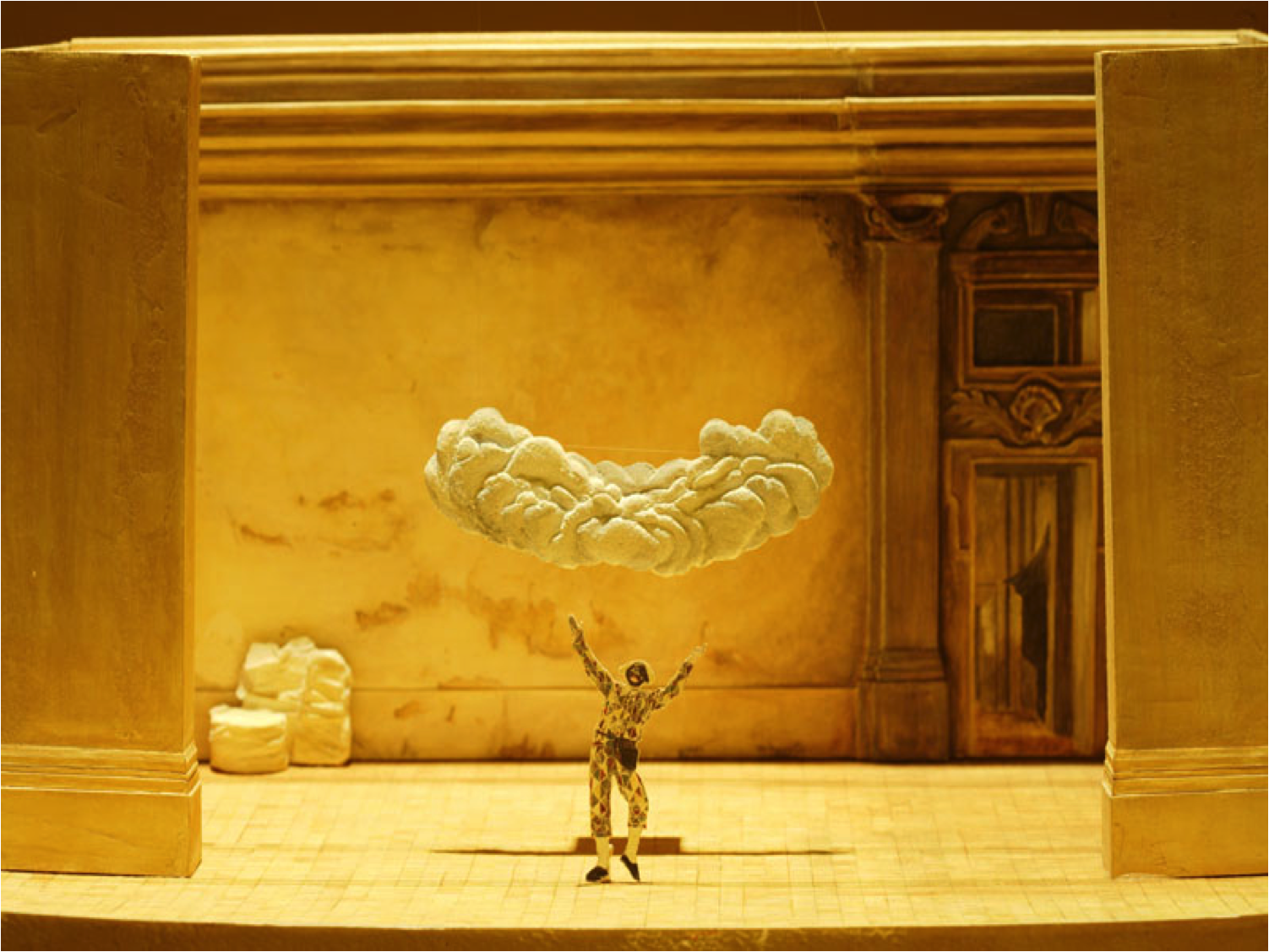
Bühnenbildentwurf von Ezio Frigerio, Datum unbekannt

Ezio Frigerio (* 16. Juli 1930 in Erba, Italien als Elvezio Frigerio; † 2. Februar 2022) war ein italienischer Bühnen- und Kostümbildner, der über 350 Opern und Schauspiele ausstattete. Er war vor allem für seine Zusammenarbeit mit dem Regisseur Giorgio Strehler bekannt.

## Leben
Frigerio studierte an der Accademia di Belle Arti di Brera in Mailand, das angeschlossene Architekturstudium an der Politecnico beendete er 1948 ohne Abschluss. Er widmete sich zunächst der Malerei, fuhr zur See, war Werbegrafiker und Buchillustrator. Als Kostümbildner stattete er zusammen mit Mario Chiari La dodicesima notte am Teatro Manzoni aus und gelangte so zu seinem Beruf. Anfang der 1950er Jahre lernte er Giorgio Strehler kennen, Theaterdirektor und Gründer des Piccolo Teatro in Mailand, für das er daraufhin mehrere Jahre zusammen mit Luciano Damiani als Szenograf und Kostümbildner arbeitete. 1956 gestaltete er die Ausstattung für Giorgio Strehlers viel gelobte und jahrzehntelang gezeigte Inszenierung von Der Diener zweier Herren am Mailänder Piccolo Teatro. 
1962 arbeitet Frigerio auch erstmals für den Film; zunächst nur als Kostümbildner für Liebenswerte Gegner von Guy Hamilton (1962), dann Kostüm und Szenografie für Die Eingeschlossenen (1962). Ab den späten 1960er Jahren wurde Frigerio der wichtigste Bühnenbildner von Giorgio Strehler. 1966 entwarf er die Bühne für dessen Interpretation von Die Riesen vom Berge, dem zahlreiche weitere gemeinsame Arbeiten folgten. Auch international war Frigerio von den frühen 1970ern an tätig, so etwa am Wiener Burgtheater oder am Pariser Odéon.
Bei Simon Boccanegra in Strehlers heftig akklamierter Regie an der Mailänder Scala arbeitete Frigerio 1971 erstmals auch im Bereich der Oper. Zahlreiche weitere Opernprojekte schlossen sich an, vor allem an der Scala, aber auch am Pariser Palais Garnier, der Wiener Staatsoper, der New Yorker Metropolitan Opera, dem Royal Opera House in London oder dem Opernhaus Zürich.

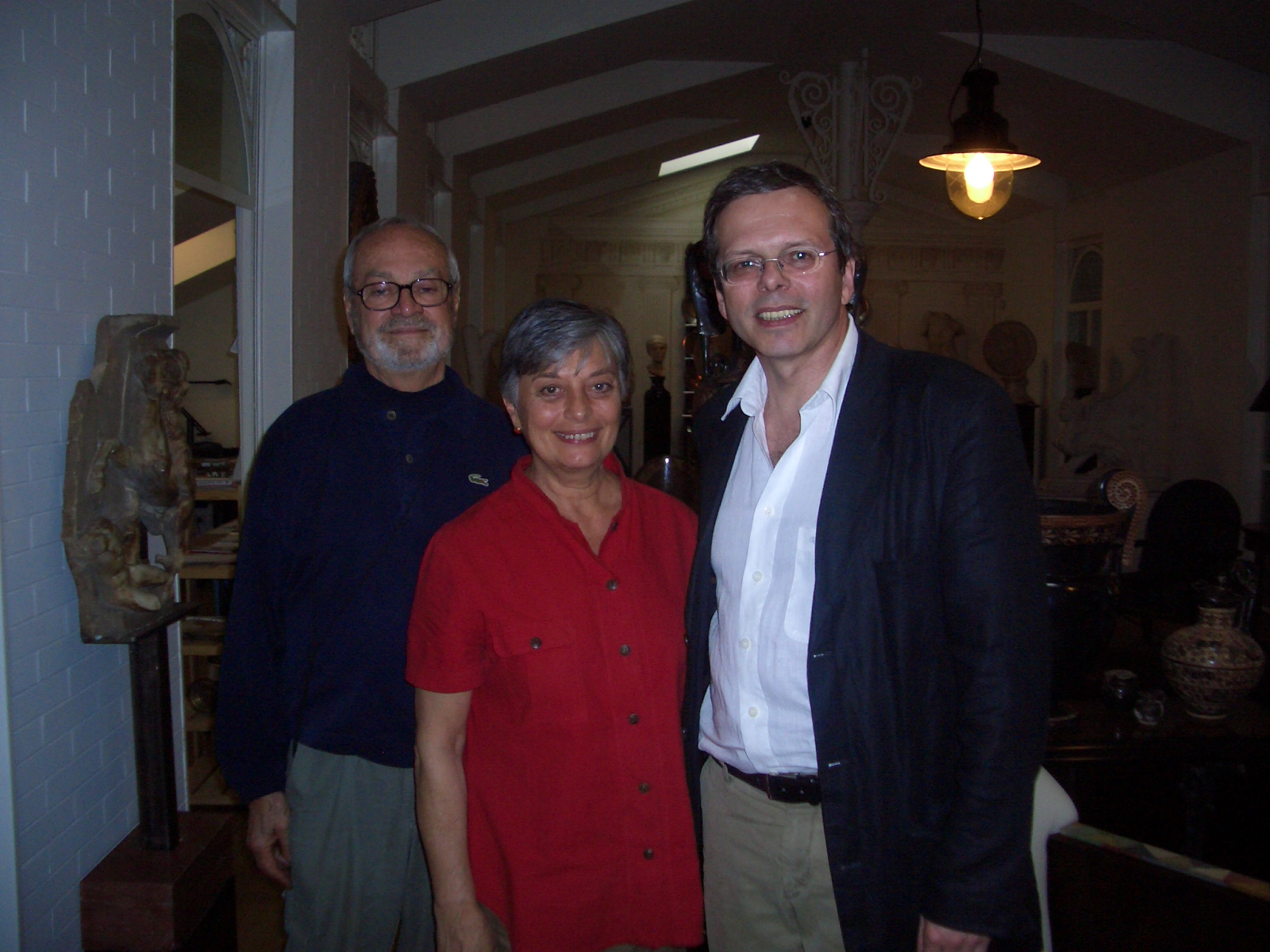
Frigerio (links) mit Franca Squarciapino und Nikita Tikhonov, 2007

Ab den 1970er Jahren arbeitete Frigerio mit Franca Squarciapino zusammen, die zunächst seine Kostümassistentin war und später mit Frigerio sowohl beruflich – als Kostümbildnerin – wie auch privat – als seine Lebensgefährtin – ein gemeinsames Team bildete. Das Paar lebte in Paris.
Zu Frigerios Schülern zählten Gianni Quaranta und Luciano Ricceri.

## Werk und Stil
Außer mit Strehler arbeitete Frigerio u. a. auch mit Klaus Michael Grüber, Gerhard Klingenberg, Rudolf Steinboeck, Luca Ronconi, Núria Espert, Roger Planchon, Eduardo De Filippo, Liliana Cavani und Werner Herzog (Fidelio an der Mailänder Scala).
Frigerio war wiederholt für den Film tätig, so etwa 1976 für 1900 von Bernardo Bertolucci, 1990 für Cyrano von Bergerac von Jean-Paul Rappeneau oder 1996 für Der Unhold von Volker Schlöndorff.
Ballett-Bühnenbilder entwarf Frigerio für die Choreographen Rudolf Nurejew, Roland Petit, Marcia Haydée, Juri Grigorowitsch oder Heinz Spoerli.

Frigerios Stil zeichnete sich dadurch aus, dass er viele Ansätze von Luciano Damiani übernahm und sie seinen eigenen Intentionen anpasste. So fanden sich auch bei Frigerio immer wieder der Bretterboden der Commedia dell’arte oder der hell erleuchtete Horizont, allerdings weniger strahlend als bei Damiani. Frigerio tendierte dafür stärker zu massiven, exakt konstruierten Bühnenaufbauten, die oft einen eigenen Raum in der ersten Hälfte der Bühne bildeten, um dann manchmal nach hinten Ausblicke in andere Landschaften zu gestatteten. Dies war so bei Simon Boccanegra (wo man im Hintergrund ein im Wasser schwimmendes Boot sah; bei Boccanegras Tod wurden die Segel aufgezogen), aber auch 1978 bei Norma in Wien (aus dem Tempelinneren blickte man auf einen Sternenhimmel und den Mond) oder 1980 bei Carmen in Hamburg (ein schlichter, nur durch wenige Elemente jeweils veränderter Raum, dahinter Hausfassaden). Frigerio bezog auch immer wieder gemalte Elemente ein, die an die italienische Tradition der Kulissenmalerei erinnerten (so bei Der Rosenkavalier in Paris, dem er dadurch sowie die Kostümgestaltung eine traumähnliche Atmosphäre verlieh).

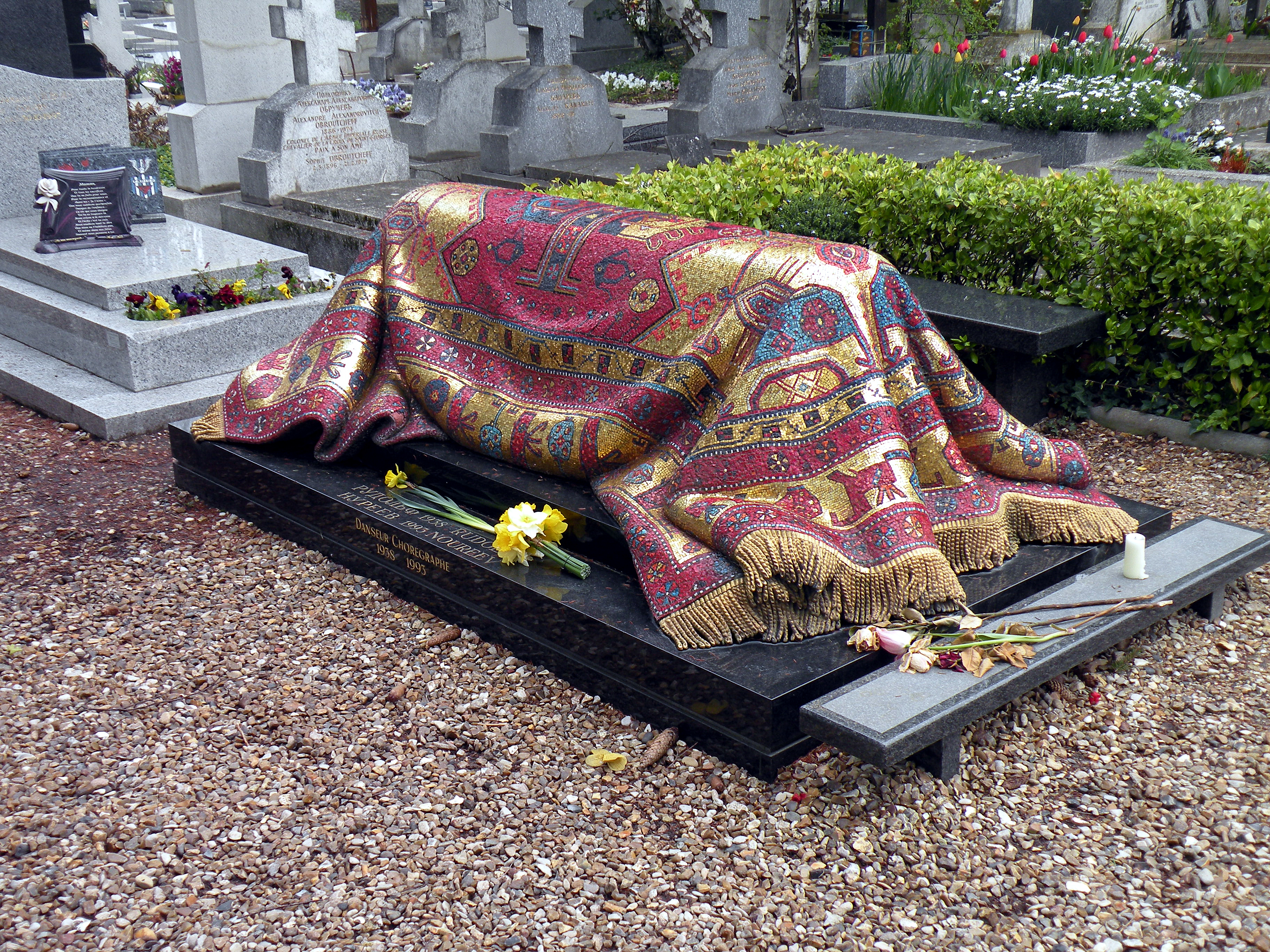
Das mit einem Mosaik in Form eines Orientteppichs überzogene Grabmal des Tänzers Rudolf Nurejew, entworfen von Ezio Frigerio, 1996

Als Kostümbildner legte Frigerio Wert auf die farblichen und stofflichen Qualitäten der ausgesuchten Materialien, die dann unter Umständen weiter bearbeitet wurden. Die von ihm geschaffenen Kostüme fügten sich in der Farbwahl stets in die Bühnenräume ein, sie bedienten sich beim Realismus, waren jedoch stets mit einem Hauch von Künstlichkeit ausgestattet, der sie als theatrale Mittel kenntlich machte.

## Arbeiten (Auswahl)
- 1956: Der Diener zweier Herren, Regie Giorgio Strehler, Piccolo Teatro, Mailand
- 1966: Die Riesen vom Berge, Regie Giorgio Strehler, Piccolo Teatro, Mailand
- 1967: Der Prozess der Jeanne d’Arc zu Rouen, Bertolt Brecht/Anna Seghers, Regie Klaus Michael Grüber, Piccolo Teatro, Mailand
- 1971: Simon Boccanegra, Regie Giorgio Strehler, Dirigent Claudio Abbado, Mailänder Scala
- 1972: König Lear, Regie Giorgio Strehler, Piccolo Teatro, Mailand
- 1973: Le nozze di Figaro, Regie Giorgio Strehler, Dirigent Georg Solti, Schlosstheater Versailles, später Palais Garnier, Paris
- 1974: Trilogie der Sommerfrische (Carlo Goldoni), Regie Giorgio Strehler, Burgtheater, Wien
- 1975: Tosca, Regie Michael Hampe, Kostüme Franca Squarciapino, Dirigent Nello Santi, Oper der Stadt Köln
- 1976: Der Rosenkavalier, Regie Rudolf Steinboeck, Dirigent Horst Stein, Palais Garnier, Paris
- 1977: Norma, Regie Piero Faggioni, Dirigent Riccardo Muti, Wiener Staatsoper
- 1980: Falstaff, Regie Giorgio Strehler, Mailänder Scala; Un ballo in maschera, Regie Michael Hampe, Kostüme Mauro Pagano, Dirigent John Pritchard, Oper der Stadt Köln
- 1981: Le nozze di Figaro, Regie Giorgio Strehler, Dirigent Riccardo Muti, Mailänder Scala
- 1982: Les Troyens, Regie Luca Ronconi, Kostüme Karl Lagerfeld, Dirigent Lorin Maazel, Mailänder Scala; Minna von Barnhelm, Regie Giorgio Strehler, Kostüme Franca Squarciapino, Piccolo Teatro, Mailand; Il barbiere di Siviglia, Regie Michael Hampe, Dirigent John Pritchard, Oper der Stadt Köln
- 1984: La grande magia (Eduardo de Filippo), Regie Giorgio Strehler, Kostüme Luisa Spinatelli, Piccolo Teatro, Mailand; Lohengrin, Regie Giorgio Strehler, Dirigent Claudio Abbado, Mailänder Scala
- 1987: Come tu mi vuoi (Luigi Pirandello), Regie Giorgio Strehler, Kostüme Franca Squarciapino, Piccolo Teatro, Mailand; Don Giovanni, Regie Giorgio Strehler, Kostüme Franca Squarciapino, Dirigent Riccardo Muti, Mailänder Scala
- 1994: Die Riesen vom Berge, Regie Giorgio Strehler, Kostüme Franca Squarciapino, Burgtheater, Wien
- 1995: Romeo und Julia, Choreographie Rudolf Nurejew, Kostüme Franca Squarciapino, Opéra-Bastille, Paris
- 1996: Grabmal Rudolf Nurejews auf dem russischen Friedhof in Sainte-Geneviève-des-Bois (Essonne) bei Paris[5]; Orfeo ed Euridice, Regie Waldemar Kamer, Kostüme Cordelia Dvorák, Dirigent Marc Minkowski, Nationale reisopera / Grand Théâtre de Bordeaux
- 1997: Così fan tutte, Regie Giorgio Strehler / Carlo Battistoni, Kostüme Franca Squaciapino, Dirigent Ion Marin, Piccolo Teatro, Mailand
- 1998: La sonnambula, Regie Waldemar Kamer, Kostüme Cordelia Dvorák, Dirigent Evelino Pidò, Opéra de Lausanne / Grand Théâtre, Bordeaux / Teatro São Carlos Lissabon
- 2005: La forza del destino, Regie Nicolas Joel, Kostüme Franca Squarciapino, Dirigent Nello Santi, Opernhaus Zürich
- 2006: Aida, Regie Nicolas Joel, Kostüme Franca Squarciapino, Dirigent Ádám Fischer, Opernhaus Zürich

## Auszeichnungen
- 1991: César für die beste Ausstattung von Cyrano von Bergerac
- 1991: Oscar-Nominierung für Art Direction von Cyrano von Bergerac[6]
- 1995: Ritter der Ehrenlegion[7]
- 2017: Dostyk-Orden[8]
- 2019: Verdienstorden der Italienischen Republik (Großoffizier)[9]

## Ausstellungen
- 1999: Rom, Palazzo delle Esposizione[10]
- 2001: Ezio Frigerio. Scenograf, Ljubljana, Slowenischen Nationalgalerie[4]
- 2006: Ezio Frigerio. Escenógrafo, Barcelona, Centro Cultural de la Villa[11]
- 2018: Ezio Frigerio y Franca Squarciapino. Una vida juntos sobre el escenario, Madrid, Museo Thyssen-Bornemisza[12]